# بیش‌گوشت‌خوار

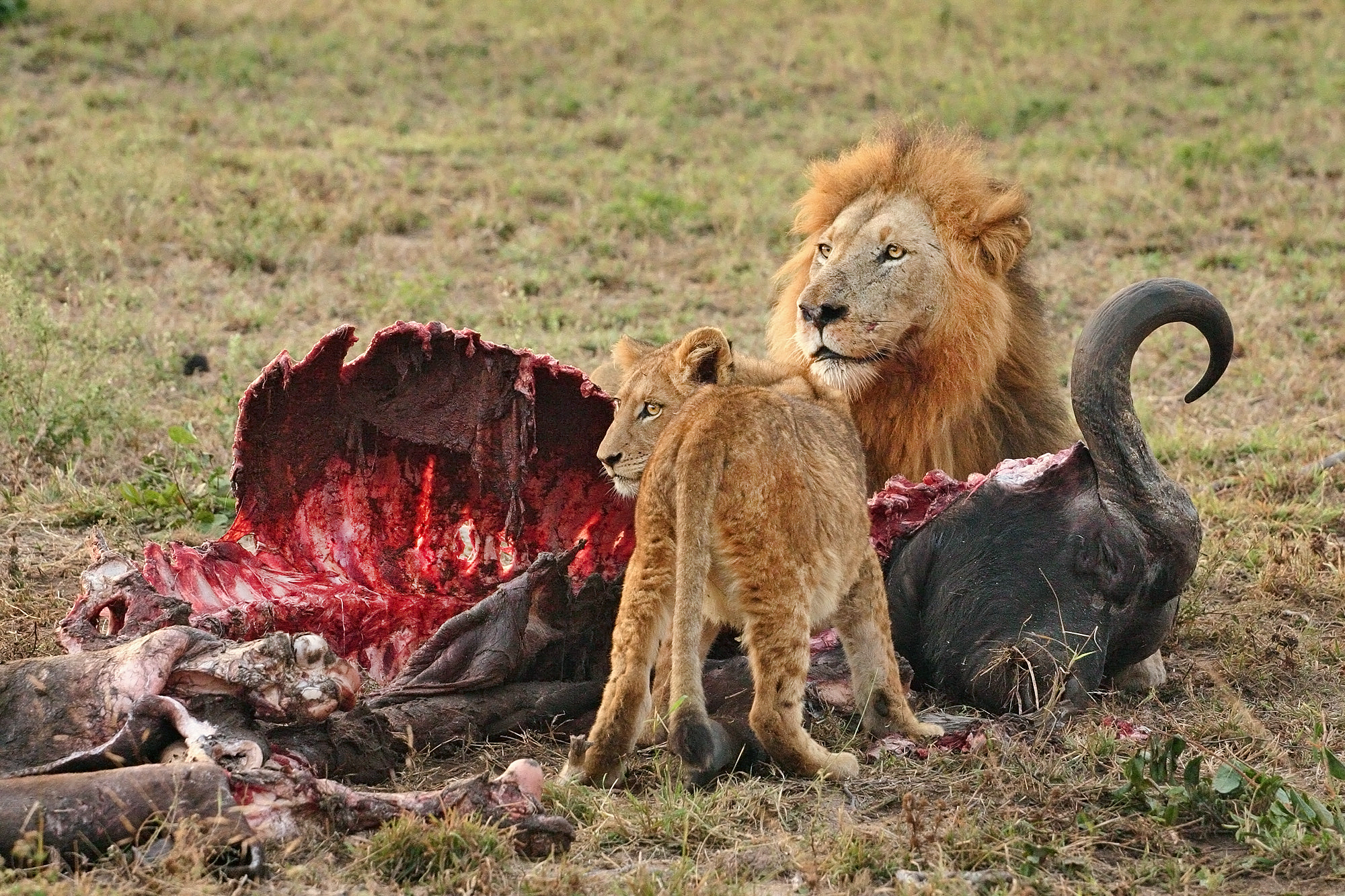
شیر یک بیش‌گوشت‌خوار است.

بیش‌گوشت‌خوار یا فراگوشت‌خوار (به انگلیسی: Hypercarnivore)، جانوری است که رژیم غذایی آن بیش از ۷۰ درصد گوشت است، چه از طریق شکار فعال یا از طریق مردارخواری. رژیم غذایی غیرگوشتی باقی‌مانده ممکن است شامل غذاهای غیرجانوری مانند قارچ‌ها، میوه‌ها یا دیگر مواد گیاهی باشد. برخی از نمونه‌های موجود از جانوران بیش‌گوشت‌خوار عبارت‌اند از: تمساح‌ها، جغدها، سنگ‌چشم‌ها، عقاب‌ها، کرکس‌ها، گربه‌ایان، بیشتر سگ‌های وحشی، دلفین‌ها، مارها، عنکبوت‌ها، عقرب‌ها، آخوندک‌ها، کوسه‌ها، نیزه‌ماهی‌ها،هامورها و پیراناها. هر گونه از خانوادهٔ گربه‌ایان، از جمله گربهٔ اهلی، در حالت طبیعی خود یک فراگوشت‌خوار است. علاوه بر این، این اصطلاح همچنین در دیرین‌زیست‌شناسی برای توصیف گونه‌های جانوری به کار می‌رود که دارای بخش برش دندانی آن‌ها نسبت به جزء آسیا هستند. بیش‌گوشتخواران لازم نیست که شکارچی اوج باشند. به عنوان مثال، ماهی قزل‌آلا منحصراً گوشتخوار هستند، اما در تمام مراحل زندگی طعمهٔ موجودات مختلف هستند.
بسیاری از پستانداران پیشاتاریخ کلاد گوشت‌خوارریختان (Carnivora و میاکویدا بدون گوشت‌دندان‌سانان)، همراه با راسته اولیه Creodonta، و برخی از پستانداران حتی پیش از آن خاک‌سفیددزدسانان، بیش‌گوشت‌خوار بودند. نخستین پستاندار گوشتخوار خاک‌سفیددزد است که در دوره کرتاسه پسین و اوایل پالئوژن در آمریکای شمالی حدود سال ۶۶ میلیون سال پیش وجود داشته‌است. دایناسورهای ددپا مانند تیرنوسوروس Tyrannosaurus rex که در اواخر کرتاسه وجود داشتند، اگرچه پستاندار نبودند ولی گوشت‌خوار اجباری بودند.